# Чангара Мупунзагуту
Чангара Мупунзагуту (*д/н — бл. 1785) — 23-й мвене-мутапа (володар) Мономотапи в 1759—1785 роках.

## Життєпис
Походив з династії Мбіре. Син мвене-мутапи Саматамбіре Ньямханду. 1759 року за підтримки португальців здобув трон, поваливши брата Дебве Мупунзагуту. Втім це спричинило повстання його братів Зіндаве, Камоти і Зезе. Невдовзі держава розпалася на декілька частин. Власне Чангара контролював столицю Чікову та область навколо неї. Камота невдовзі переміг Зіндаве, але повстав його син або інший родич Дерере, який отаборився в Данде, а Камота — в Чідімі (його володіння стали називатися Мукаранга). 1761 року військовик Мутаньїква повалив Камоту, але 1762 року зазнав поразки від Зезе.
1767 році повстав новий володар Ганьямбадзі, який переміг Зезе. Але за підтримки португальців 1769 року Чангара Мупунзагуту переміг Ганьямбадзі, який втік до держави Мараві, де отримав військову допомогу. На дяку за допомогу мвене-мутапа уклав угоду з португальцями, надав їм свободу торгівлі та пересування, дозволивши відновити ярматок Дамбараре. Втім західна частина Мономотапи залишилася під владою Дерере.
1770 року підвладні племена мвене-мутапи напали на володіння Португалії. У відповідь останні заборонили торгівлю з областю Каранга. Чангара Мупунзагуту спрямував подарунки й вибачення, закликаючи повернути португальські залоги до своїх міст.
1772 року Ганьямбадзі за підтримки маравійських військ, вождівств Біве та Барве вдерся до Монопотапи, де взяв в облогу португальський фаєрс (ярмарок-поселення) Зумбо. Португальці звернулися по допомогу до держави Розві. Спільні війська мвене-мутапи, розві та португальців змусили Ганьямбадзі відступити до Барве.
1776 року почалася нова війна з Ганьямбадзі, який отримав війська від Барве. 1779 року мвене-мутапа зазнав поразки, втікши під захист португальців до фаєрса Зумбо. Вождівство барве висунуло вимогу до португальців визнати мвене-мутапою Ганьямбадзі, але це було відкинено. Той отаборився в Чідімі.
1780 року Чангара Мупунзагуту зумів відновитися в Чікові, уклавши 1781 і 1783 роках нові угоди з Португалією, підтвердивши визнання її зверхності, надавши нові маєтності португальцям та права торгівцям.
Помер 1785 року. Трон спадкував його син Бангома.